# Avenue du Tremblay
L'avenue du Tremblay est une voie située dans le bois de Vincennes à Paris, en France.

## Situation et accès
Avec 2,345 km, l'avenue du Tremblay est la plus longue voie de circulation du bois de Vincennes (si on ne prend pas en compte l'avenue Daumesnil, qui le longe sur la moitié de sa distance).
Située dans l'est du bois, entre le lac des Minimes et le parc floral, elle débute au nord-ouest sur l'avenue de Nogent puis se dirige suivant une direction générale sud-est. Elle traverse le carrefour de Beauté puis continue jusqu'à l'avenue Jean-Jaurès à Joinville-le-Pont. Elle longe l'INSEP, le stade Pershing et la plaine de jeux de Mortemart.

## Origine du nom

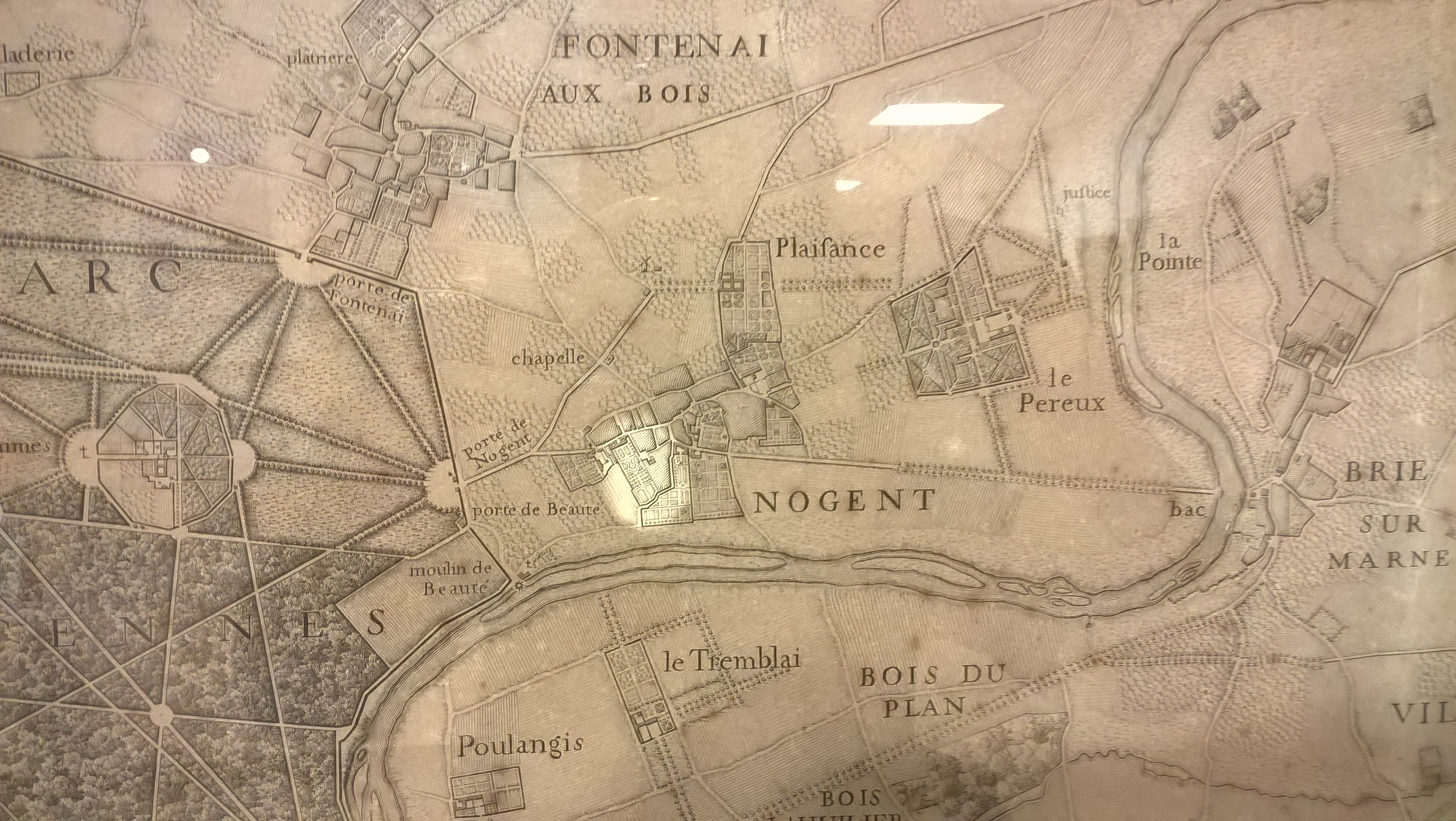
Carte de l'abbé Jean Delagrive en 1731, figurant Le Tremblai.

Cette avenue tient son nom du village appelé Le Tremblai, qui se trouvait au sud de Nogent-sur-Marne. À cet endroit se trouve aujourd'hui le parc du Tremblay, parc de loisirs situé sur à Champigny-sur-Marne.

## Historique
La route a été créée à la fin des années 1850, lors de l'extension dans la partie centrale du bois de Vincennes du champ de manœuvres, dont elle constituait la limite dans sa partie sud de la route du Champ-de-Manœuvre au carrefour de Beauté.
Elle ne correspond pas au tracé d'une allée du réseau de voies forestières créé lors de la replantation du bois en 1731 sur un projet de Robert de Cotte que sur son tronçon sud de la route des Merisiers au carrefour de Beauté[pas clair].
Avant 1929, l'avenue de Tremblay est située sur le territoire des communes de Fontenay-sous-Bois et de Joinville-le-Pont, et est alors une partie de la route départementale 21.
Le bois de Vincennes est intégralement annexé à Paris le 18 avril 1929. L'avenue de Tremblay est nommée le 23 janvier 1930.

## Bâtiments remarquables et lieux de mémoire
- No 11 : ancien siège de l'École normale d'éducation physique (ENEP puis ENSEP). Actuel siège de l'Institut national du sport, de l'expertise et de la performance (INSEP).